# Liste des évêques de Gurué
La liste des évêques de Gurué recense les noms des évêques qui se sont succédé sur le siège épiscopal de Gurué au Mozambique depuis la fondation du diocèse de Gurué (en) (Dioecesis Guruensis) le 6 décembre 1993, par détachement de celui de Quelimane (en).

## Sont évêques
- 6 décembre 1993-9 octobre 2009 : Manuel Chuanguira Machado
- 24 mars 2010- †24 avril 2019 : Francisco Lerma Martínez, IMC

## Sources
- (en) Fiche du diocèse sur catholic-hierarchy.org